# 에어론 의자

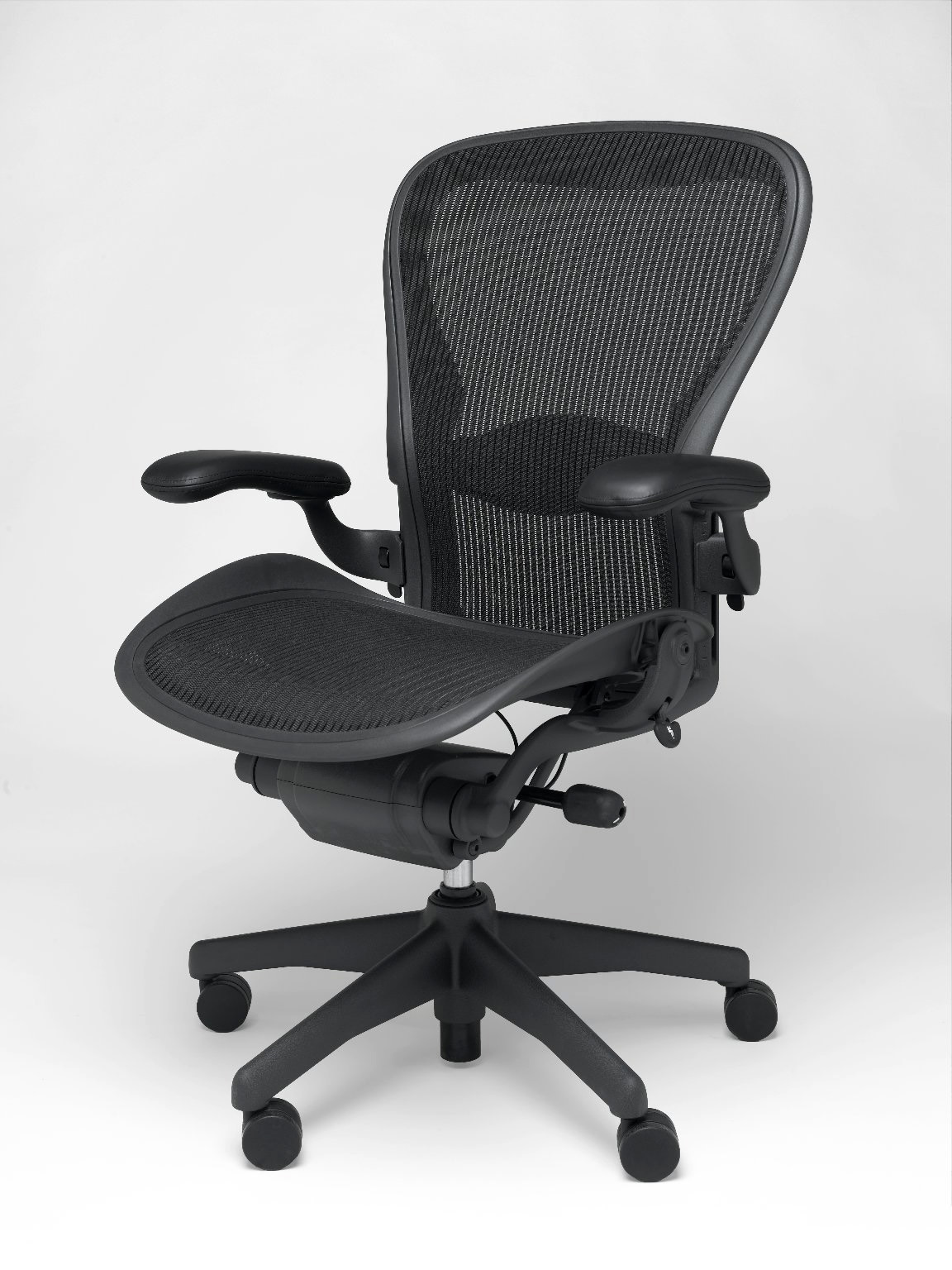

에어론 의자(Aeron chair)는 1994년 도날드 채드윅과 윌리엄 스텀프가 설계한 사무용 의자이다. 최초의 인체공학적 의자 중 하나이다. 현대미술관 영구 소장품으로 전시되어 있다. 미국에서 800만개 이상 팔리며 가장 많이 팔린 개인 사무용 의자로 꼽혔다.

## 판매 및 시장
에어론 의자는 성공을 거두었고 그 판매는 허먼 밀러의 기대를 훨씬 뛰어넘었다. 에어론 의자는 1990년대 후반 인터넷 스타트업 사무실에서 인기를 끌었고 닷컴 버블과 연관되기도 했다. 와이어드는 "특히 실리콘 밸리에서는 닷컴 붐의 낙관주의와 시각적으로 동의어인 지위의 상징이 되었습니다"라고 말했다. 2006년 뉴욕 잡지의 기사에서는 에어론을 "닷컴 왕좌"라고 부르며 이 의자는 "인터넷에서 돈을 버는 방법을 전혀 모르는 수많은 회사의 약칭이 되었다. 멋진 사무실을 차리는 노하우가 있다." 에어론은 너무 인기가 많아서 거품이 꺼진 후 한 평론가는 사용하지 않은 의자 더미가 사무용 가구의 "회사 묘지"를 연상시킨다고 설명했다.
2010년 블룸버그는 에어론이 미국에서 가장 잘 팔리는 개인 사무용 의자라고 밝혔다. 2023년 기준 허먼 밀러는 800만 개의 의자를 판매했으며, 매년 100만 개 이상의 의자가 생산된다.